# Direzione generale della Guardia Civil
La Direzione generale della Guardia Civil (in spagnolo: Dirección General de la Guardia Civil – DGGC) è una componente del Ministero dell'interno spagnolo responsabile dell'esercizio del comando diretto del corpo della Guardia Civil. La DGGC, integrata nella Segreteria di Stato per la sicurezza, ha il compito di organizzare, dirigere, coordinare ed eseguire le missioni affidate alla Guardia Civil dalle disposizioni vigenti, in accordo con gli indirizzi e le ordinanze emanate dai Ministri dell'Interno e della Difesa, nell'ambito delle rispettive competenze.
La DGGC fu creata nel 1844 come Ispettorato generale e fu ribattezzata Direzione generale nel 1859. In breve, dal 1932 al 1939 fu nuovamente conosciuta come Ispettorato generale. Fin dalla sua costituzione è stata integrata nel Ministero dell'interno ed è stata dipendente anche dal Ministero della difesa, in tutte le questioni relative alla natura militare dell'ente.
La Direzione generale della Guardia Civil è presieduta dal Direttore generale, funzionario nominato dal Presidente del Governo su richiesta congiunta dei Ministri della difesa e dell'interno. Ad assistere il Direttore generale c'è un Vicedirettore delle Operazioni (DAO), un ufficiale della Guardia Civil con il grado di Tenente generale. L'attuale direttore generale della Guardia Civil è Mercedes González Fernández e il DAO è il tenente generale Laurentino Ceña Coro.